# Sebi
»Sebi« je evrovizijska skladba slovenskega dvojca Zala Kralj & Gašper Šantl iz leta 2019, ki sta sočasno tudi avtorja glasbe in besedila. 

## EMA 2019
16. februarja 2019 sta jo predstavila na 25. izvedbi EME in zmagala v superfinalu po telefonskem glasovanju s 73 % premagala Raiven (27 %). Še istega dne je izšla na njunem debitantskem extended play albumu Štiri.

## Evrovizija 2019
S skladbo sta Slovenijo zastopala na 64. izboru za pesem Evrovizije v Tel Avivu, kjer sta po naknadnem popravku v finalu padla za dve mesti ter zasedla končno 15. mesto. Vsega skupaj je nastopilo kar 41 držav.

## Snemanje
Skladba je bila izdana na extended play albumu Štiri in na uradni album kompilaciji prireditve Eurovision Song Contest Tel Aviv 2019 - Dare To Dream pri založbi Universal Music Group na zgoščenki.

## Zasedba

### Produkcija
- Zala Kralj – glasba, besedilo, aranžma, producent
- Gašper Šantl – glasba, besedilo, aranžma, producent

### Studijska izvedba
- Zala Kralj – vokal
- Gašper Šantl – kitara, spremljava

## Lestvice

### Tedenska lestvica
| Lestvica (2019)                        | Najvišje mesto |
| -------------------------------------- | -------------- |
| Belgija (Ultratip Flandrija)           | 217            |
| Estonija (Eesti Tipp-40)               | 32             |
| Slovenija (SloTop50)                   | 2              |
| Švedska Heatseeker (Sverigetopplistan) | 13             |
| Švica (Schweizer Hitparade)            | 77             |

## Videospot
Uradni videospot, ki ga je režiral Žiga Krajnc, je sicer posnet v visoki ločljivosti, a v starem klasičnem televizijskem formatu 4:3 (1.33:1). V začetku maja 2019 je videospot na YouTubu presegel 1 milijon ogledov.
Skupno pa vseh 5 spotov te pesmi (uradno posneti spot na domačem in evrovizijskem kanalu, EMA, polfinale in finale Evrovizije) na tej platformi že presega 7 milijonov ogledov in več kot 15000 komentarjev.